# Fuite des chrétiens de Jérusalem à Pella
La fuite des chrétiens de Jérusalem à Pella est un épisode du christianisme primitif , selon qui les chrétiens auraient voulu échapper à la destruction de Jérusalem en 70 par les Romains, lors de la Grande révolte juive, annoncée par une prophétie. L'événement est connu principalement par le récit qu'en donne Eusèbe de Césarée au IVe siècle.

## Historique
Selon une tradition rapportée par Eusèbe de Césarée et Épiphane de Salamine, à la veille de la Grande Révolte juive (66-73 ap. J.-C.), les membres de l’Église de Jérusalem auraient été avertis par un oracle de la prochaine destruction de Jérusalem. En conséquence, ils auraient fui Jérusalem et se seraient installés dans la cité païenne de Pella,, (Tabaqat Fahil en actuelle Jordanie).
La question de l'historicité de cette tradition est selon Ray A. Pritz déterminante pour la compréhension du judéo-christianisme ancien. Son authenticité a été pour la première fois contestée par S. G. F. Brandon au motif qu'elle comporterait de nombreuses difficultés : il aurait ainsi été impossible que les judéo-chrétiens puissent déjouer la vigilance des zélotes contrôlant Jérusalem ou qu'ils puissent s'installer dans un milieu païen hostile aux Juifs. Brandon est rejoint par d'autres savants tels Günter Strecker et Gerd Lüdemann. Parmi les partisans de l'historicité de la fuite des chrétiens de Jérusalem à Pella on compte Sidney Sowers, Marcel Simon et Jonathan Bourgel.

## Sources anciennes
« De plus, le peuple de l’Église de Jérusalem reçut, grâce à une prophétie transmise par révélation aux notables de l’endroit, l’ordre de quitter la ville avant la guerre et d’habiter une ville de Pérée, nommée Pella. Ce furent là que se transportèrent les fidèles du Christ, après être sortis de Jérusalem de telle sorte que les hommes saints abandonnèrent complètement la métropole royale des juifs et toute la terre de Judée. La justice de Dieu poursuivit alors les juifs pour avoir accompli de tels crimes contre le Christ et ses apôtres, faisant complètement disparaître d’entre les hommes cette race d’impies. »

— Eusèbe, Histoire ecclésiastique 3, 5, 3,

« Cette hérésie des Nazoréens existe à Bérée en Cœlé-Syrie, dans la Décapole au voisinage du territoire de Pella et en Basanitide dans le village appelé Kokabè, (en hébreu Chochabè). C’est là qu’elle a pris naissance, après que tous les disciples eurent quitté Jérusalem et se furent installés à Pella, parce que le Christ avait dit de laisser Jérusalem et de trouver un endroit où se retirer à cause du siège que la ville devait supporter. Et ayant émigré pour cette raison en Pérée, ils s’y installèrent comme j’ai dit. C’est ainsi qu’a pris naissance l’hérésie des Nazoréens. »

— Épiphane, Panarion 29, 7, 7

« Leur origine [des ébionites] remonte au temps qui suivit la prise de Jérusalem. En effet, comme tous ceux qui avaient cru au Christ s’étaient installés à cette époque-là en Pérée, pour la plupart d’entre eux dans une ville nommée Pella de la Décapole mentionnée dans l’Évangile, près de la Batanée ou Basanitide. »

— Épiphane, Panarion 30, 2, 7

« À partir de ce moment Aquila vécut à Jérusalem, et il vit les disciples des disciples des apôtres florissant de foi, de réalisations merveilleuses par des guérisons et d’autres prodiges car ils étaient revenus de la ville de Pella à Jérusalem même. En effet, avant la destruction de Jérusalem par les Romains, les disciples reçurent l’ordre d’un ange de quitter ce lieu et d’habiter au-delà du Jourdain dans la ville appelée Pella. Il les avertit de la destruction de Jérusalem qui allait arriver, et ils habitèrent là-bas, puis après la destruction de Jérusalem ils revinrent. »

— Épiphane, De Mensuris et Ponderibus 15